# Prochoreutis argyrastra
Prochoreutis argyrastra là một loài bướm đêm thuộc họ Choreutidae. Loài này có ở Ethiopia.